# 2013 في سنغافورة
فيما يلي قوائم الأحداث التي وقعت خلال عام 2013 في سنغافورة.

## سياسة

### تعيين في المنصب
- 14 يناير – حليمة يعقوب Speaker of the Parliament of Singapore [الإنجليزية]‏.
- 1 سبتمبر – تشان تشونغ سينج وزارة الدفاع (سنغافورة).

### انتهاء فترة المنصب
- 31 أغسطس – تشان تشونغ سينج وزارة الدفاع (سنغافورة).

## رياضة
- 1 يناير – دوري سنغافورة للمحترفين 2013 الفائز نادي تامبينس روفرز.
- 1 يناير – كأس سنغافورة 2013 الفائز نادي هوم يونايتد.

## وفيات

### يناير
- 21 يناير – جون تشنغ (مواليد 1961) ممثل سنغافوري.